# Brasier

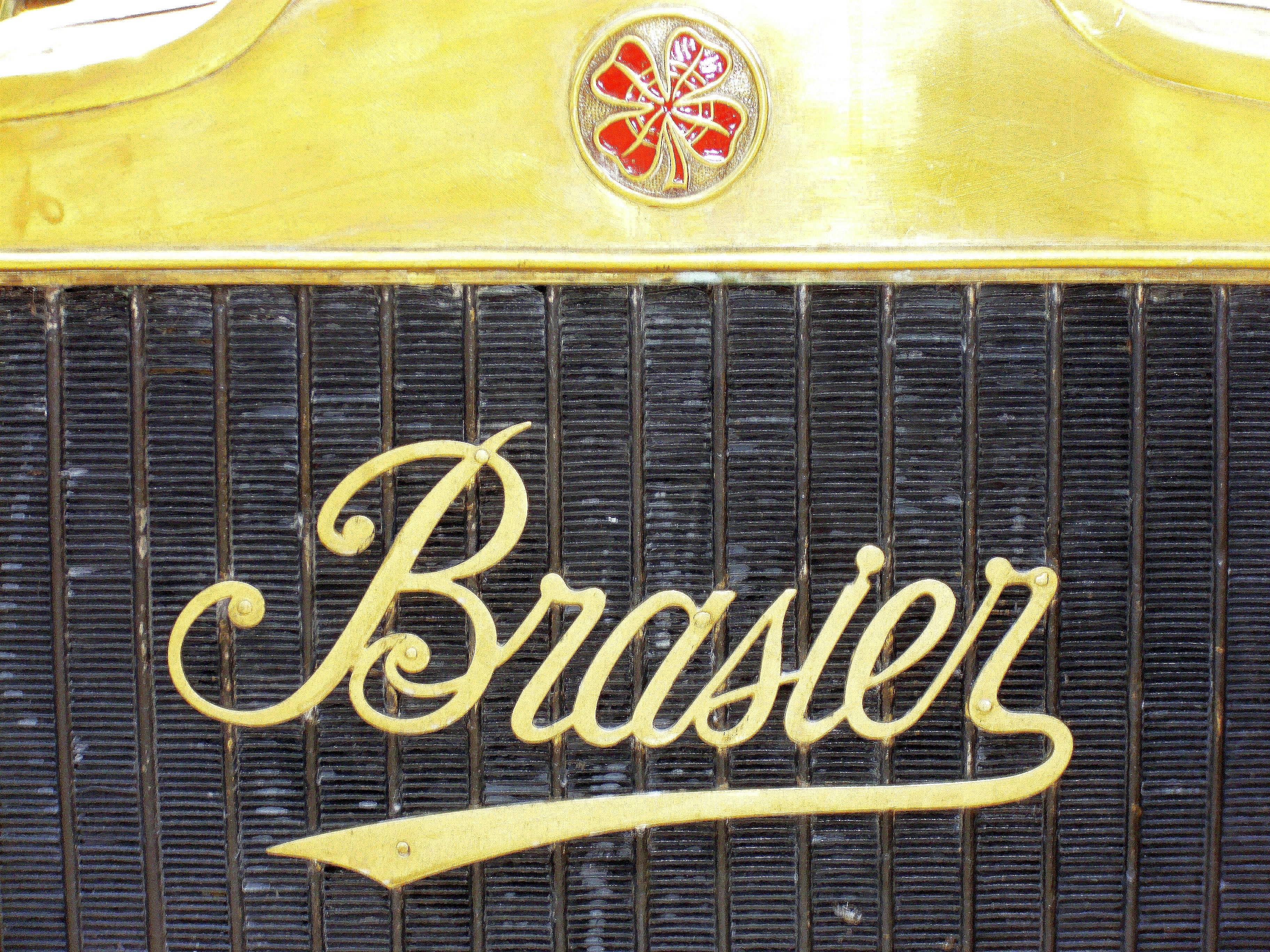
Emblemat na chłodnicy.

Brasier – francuskie przedsiębiorstwo produkujące samochody osobowe i wyścigowe przed II wojną światową.
Historia firmy wiąże się z powstaniem w 1897 roku przedsiębiorstwa Société des Anciens Établissements Georges Richard założonego przez braci Georges'a Richarda, Maxime Richarda. W 1901 roku do firmy dołączył konstruktor i kierowca wyścigowy Henri Brasier i dzięki temu w 1903 zakład produkujący auta pod nazwą "Georges Richard" przekształcił się w firmę Richard-Brasier. W 1905 Richard odszedł zakładając firmę UNIC, a Brasier usamodzielnił się otwierając własną spółkę "Société des Automobiles Brasier". Firma w 1926 roku została po zmianach właścicielskich przemianowana na "Société Chaigneau-Brasier" i do 1930 r. wytwarzała auta pod marką Chaigneau-Brasier.
Na autach tej marki jeździli w wyścigach o puchar Gordona Benetta Leon Théry i Paul Bablot.

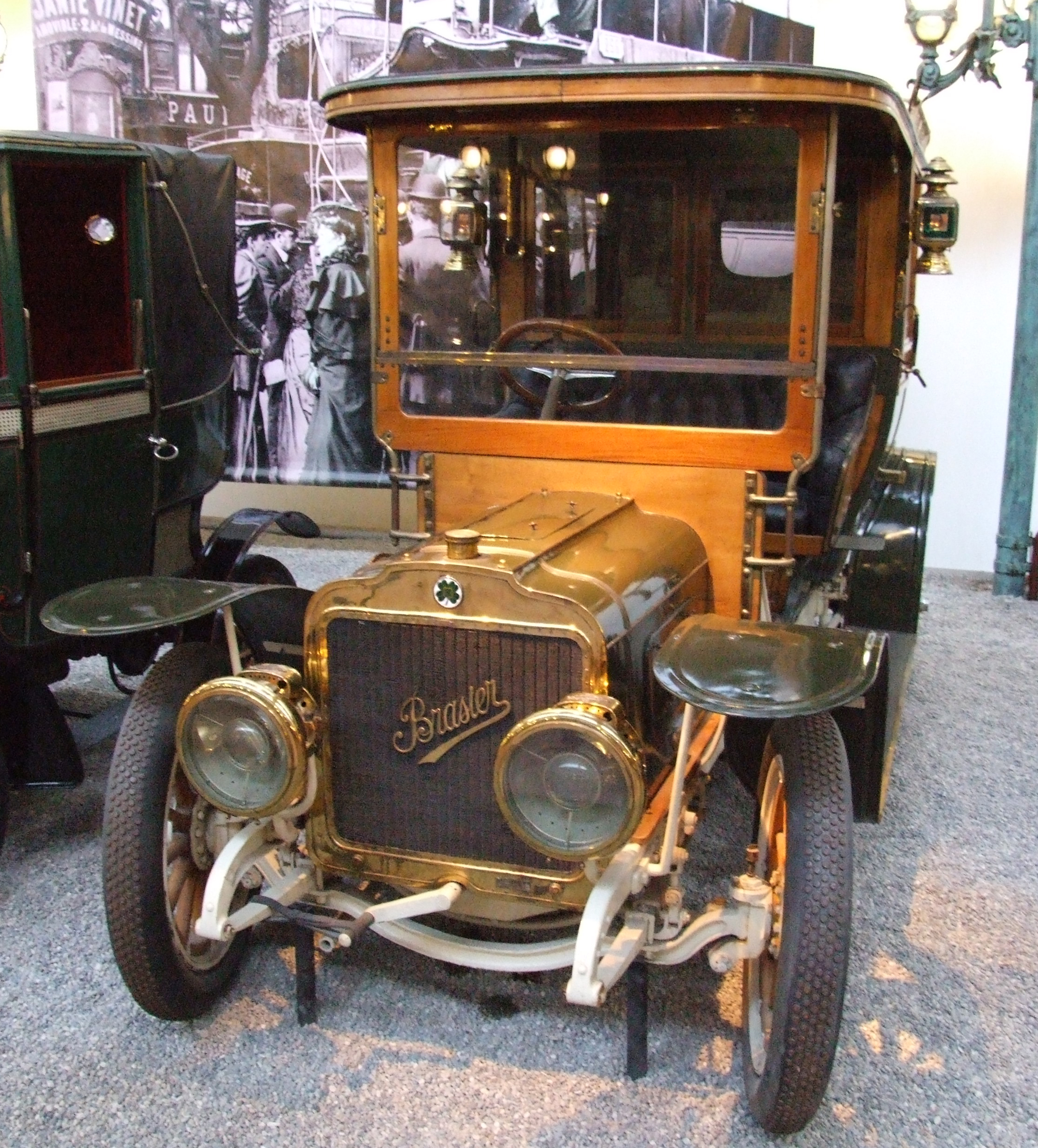
Brasier Coupe Chaffeur 24 PS (model 1908)
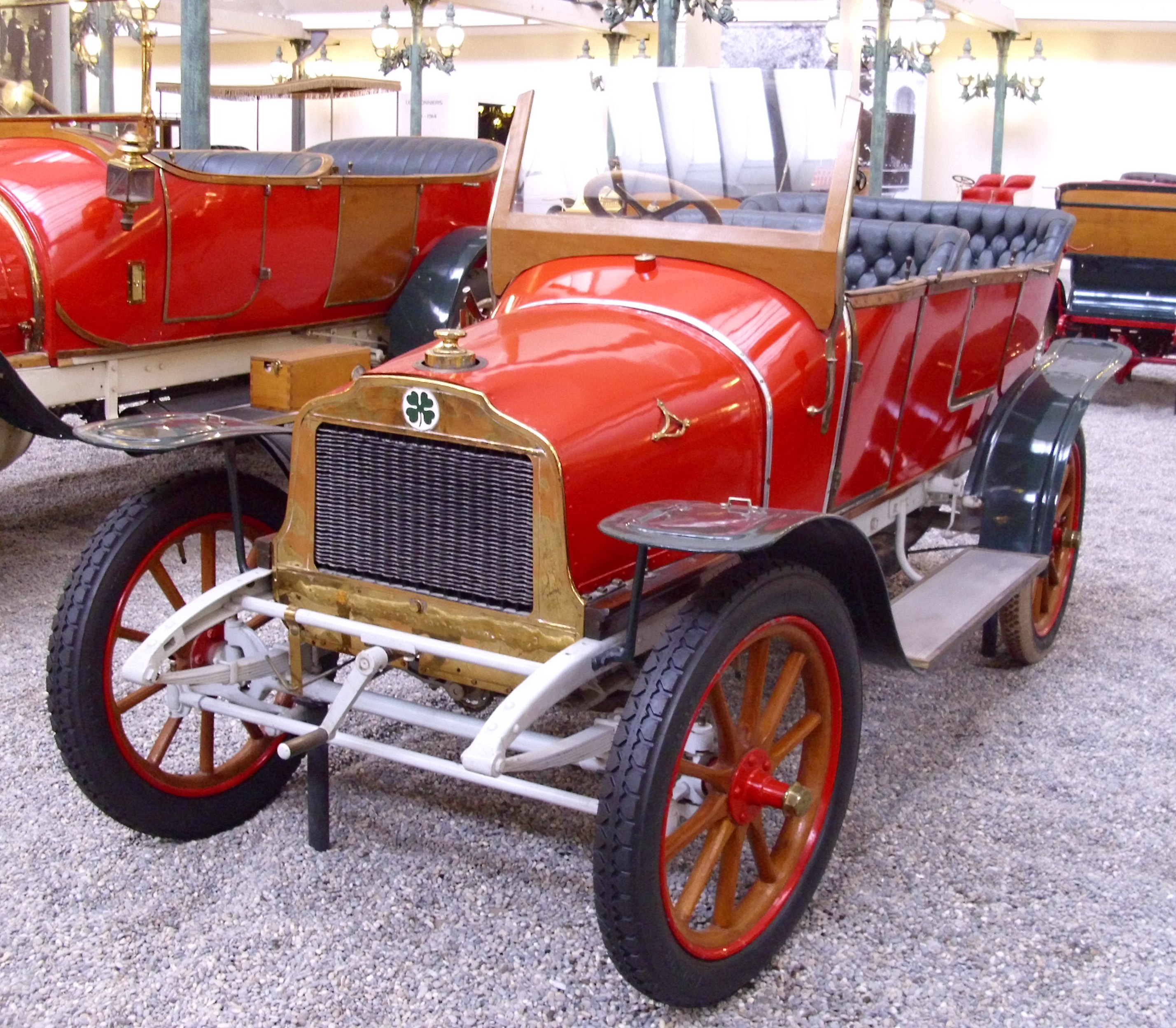
Brasier model 1910
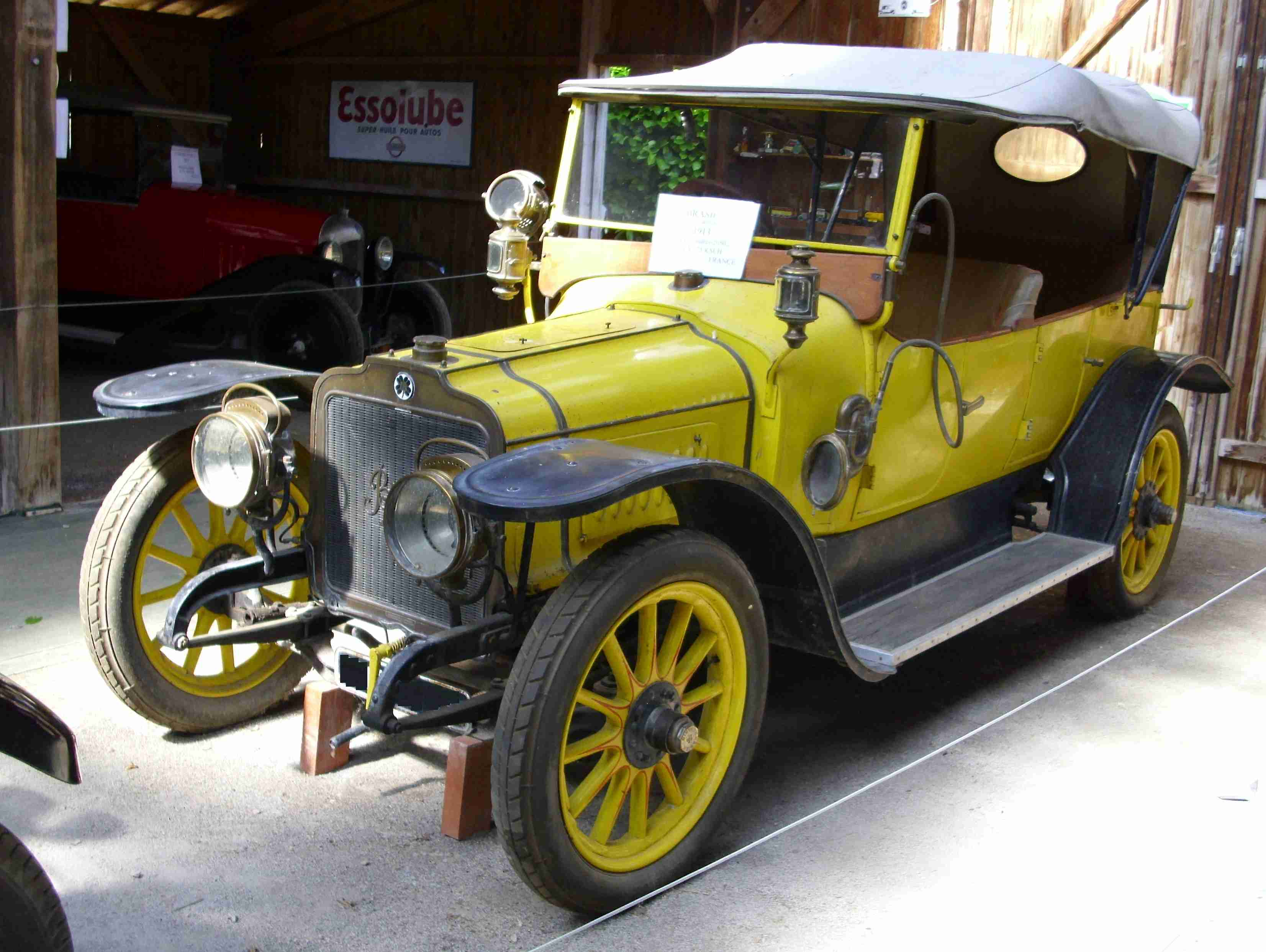
Brasier model 1913